# رود اولس
رود اولس (انگلیسی: Uls) یک رودخانه در سرزمین پرم کشور روسیه است.